# Fugitive Slave Act (1793)
Der Fugitive Slave Act von 1793 war ein Gesetz des Kongresses der Vereinigten Staaten, das die Fugitive Slave Clause der US-Verfassung (Artikel IV, Abschnitt 2, Klausel 3) umsetzen sollte. Diese Klausel wurde später durch den Dreizehnten Verfassungszusatz aufgehoben. Das Gesetz diente außerdem der Durchsetzung der Extradition Clause (Artikel IV, Abschnitt 2, Klausel 2).
Die Fugitive Slave Clause der Verfassung garantierte das Recht eines Sklavenhalters, einen geflohenen Sklaven zurückzufordern. Das daraufhin verabschiedete Gesetz, „An Act respecting fugitives from justice, and persons escaping from the service of their masters“, schuf den rechtlichen Mechanismus, durch den dies ermöglicht wurde.

## Folgen
Die hohe Nachfrage nach Sklaven im tiefen Süden und die Jagd auf Flüchtige führten dazu, dass freie Schwarze in Gefahr waren, entführt und trotz ihrer „Freiheitspapiere“ in die Sklaverei verkauft zu werden. Viele Menschen, die rechtlich frei waren und niemals Sklaven gewesen waren, wurden gefangen genommen und in den Süden gebracht, um dort als Sklaven verkauft zu werden.
Die Historikerin Carol Wilson dokumentierte in ihrem Werk Freedom at Risk (1994) „300 solcher Fälle“ und schätzte, dass es vermutlich „tausende weitere“ gab.
Angesichts der anhaltenden Spannungen zwischen den Südstaaten und den Nordstaaten wurde der Fugitive Slave Act von 1850 erlassen.